# 名鉄ミ1形電車
名鉄ミ1形電車（めいてつミ1がたでんしゃ）は、かつて名古屋鉄道が保有した軌道線用散水車（撒水車）である。水1形（みず1がた）とも称される。
ミ1-4（水1-4）の計4両が存在した。形式称号の上では一形式に纏められていたが、各車それぞれ構造は異なる。

## 概要

### ミ1
美濃電気軌道が最初に導入した散水車で、1920年（大正9年）に名古屋電車製作所で製造された。シーメンス製電装品を搭載し、美濃電ではS形撒水車1号と称された。名鉄発足後、1941年（昭和16年）にミ1（水1）に改番される。主に岐阜市内線、美濃町線で運用されたが、鉄道線の鏡島線でも運用されたという。
太平洋戦争の空襲で焼失後、1952年（昭和27年）5月に復旧。1954年（昭和29年）9月に集電装置をトロリーポールからビューゲルに換装した。道路舗装が行き届いたことで役目を終え、1957年（昭和32年）10月に廃車となる。名古屋鉄道で最後の散水車であった。

### ミ2
美濃電気軌道の散水車で、1926年（大正15年）に岡谷製作所で製造された。英国ブリティッシュ・ウェスティングハウス・エレクトリック (BWH) 製電装品を搭載し、美濃電ではW形撒水車2号と称された。名鉄発足後、1941年（昭和16年）にミ2（水2）に改番される。ミ1と同じく岐阜線区で使用された。
ミ1と異なり太平洋戦争の空襲で焼失後も復旧されず、1953年（昭和28）年9月に廃車となった。

### ミ3
（旧）名古屋鉄道の散水車で、1929年（昭和4年）に同社新川工場で製造された。台車や走行機器は廃車となったデシ500形の発生品を転用している。蘇東線（後の起線）に投入された当時の車号は不詳。名鉄発足後、1941年（昭和16年）にミ3（水3）に改番される。
車籍は起線が休止される1953年（昭和28年）まで残っていたが、同線の舗装は戦時中に完了しており、役目を終えたミ3は終戦後、新川工場内に移され保管されていた。1954年（昭和29年）に廃車となり、新川工場で解体された。

### ミ4
岡崎電気軌道の散水車で、1922年（大正11年）に岡谷合資会社で製造された。岡崎電気軌道・三河鉄道時代の車号は1号だったが、名鉄合併後はミ4（水4）に改番される。1945年（昭和20年）7月の空襲（岡崎空襲）で被災し休車となり、復旧せず1947年（昭和22年）9月に廃車となった。

## 主要諸元
出典：1944年版車両諸元表
| 所属             | 岐阜市内線              | 岐阜市内線        | 蘇東線            | 岡崎市内線                    |
| 形式名           | （水）                  | （水）            | （水）            | （水）                        |
| 車号             | 1                       | 2                 | 3                 | 4                             |
| ---------------- | ----------------------- | ----------------- | ----------------- | ----------------------------- |
| 全長 (mm)        | 6,350                   | 6,350             | 7,912             | 6,045                         |
| 全幅 (mm)        | 1,829                   | 1,829             | 1,898             | 1,765                         |
| 全高 (mm)        | 3,134                   | 3,134             | 3,403             | 3,133                         |
| 自重 (t)         | 6.61                    | 6.61              | 11.18             | 6.50                          |
| 荷重 (t)         | 6.6                     | 6.6               | 8.6               |                               |
| 主電動機 (PS×数) | シーメンス SS-45 (25×2) | BWH EC-221 (50×2) | BWH EC-221 (50×2) | シーメンス 型番不明 (25×1)    |
| 歯車比           | 93:15                   | 69:16             | 69:16             | 68:14                         |
| 集電装置         | トロリーポール          | トロリーポール    | トロリーポール    | トロリーポール                |
| 制御装置         | デッカー DB1-G1         | TDK DB1-K4        | BWH T1C           | シーメンス SS-ONII            |
| 台車             | ブリル 21-E             | ブリル 21-E       | MG ラジアル台車   | 岡谷 ブリル型                 |
| 車輪径 (mm)      | 838                     | 838               | 838               | 762                           |
| 制動方式         | 手ブレーキ              | 手ブレーキ        | 手ブレーキ        | 手ブレーキ 非常用発電ブレーキ |
| 製造所           | 名古屋電車製作所        | 岡谷製作所        | 名鉄新川工場      | 岡谷合資会社                  |
| 製造年           | 1920年                  | 1926年            | 1929年            | 1922年                        |